# Johann Michael Feuchtmayer der Jüngere

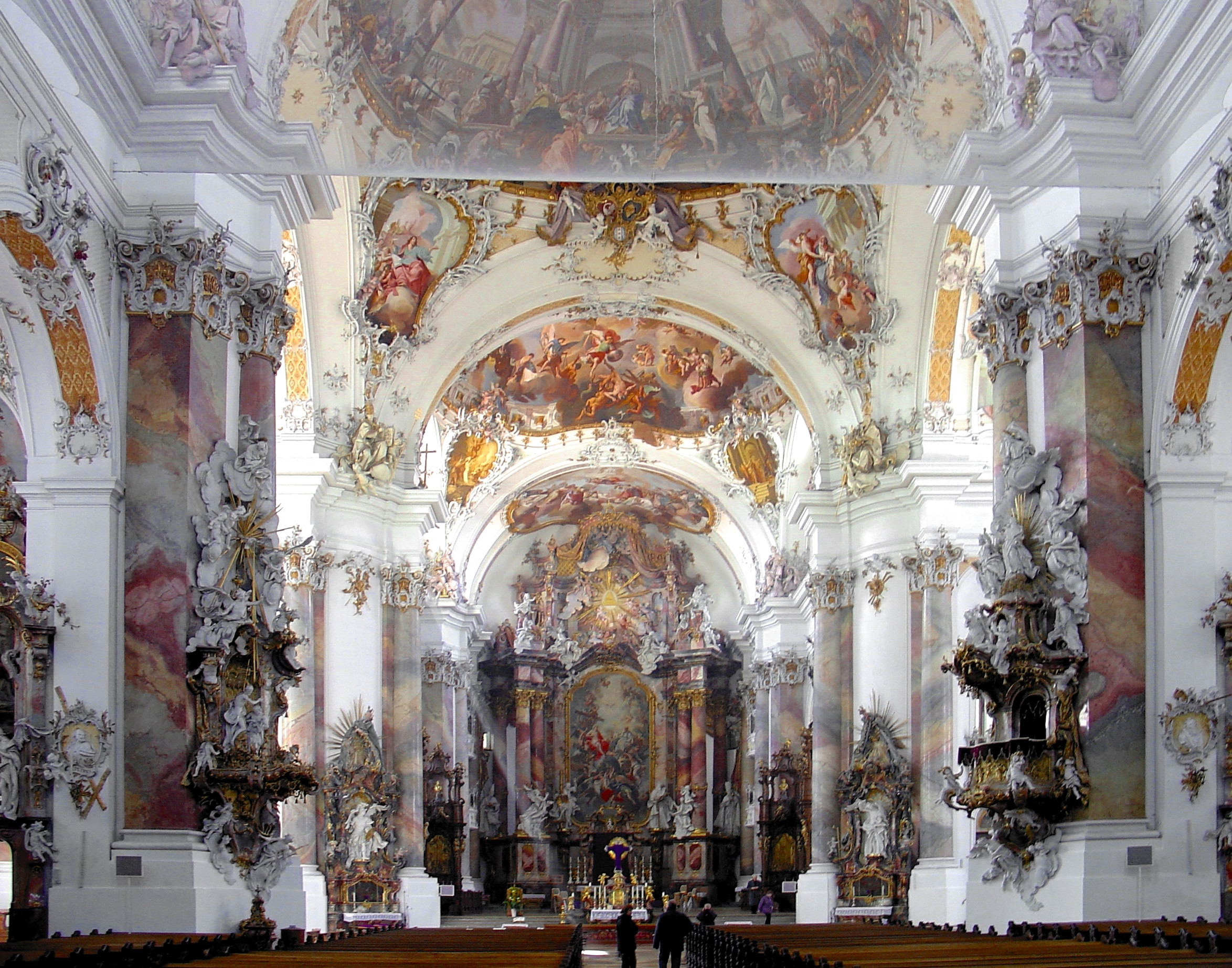
Stuckarbeiten von J. M. Feuchtmayer d. J. in der Basilika Ottobeuren

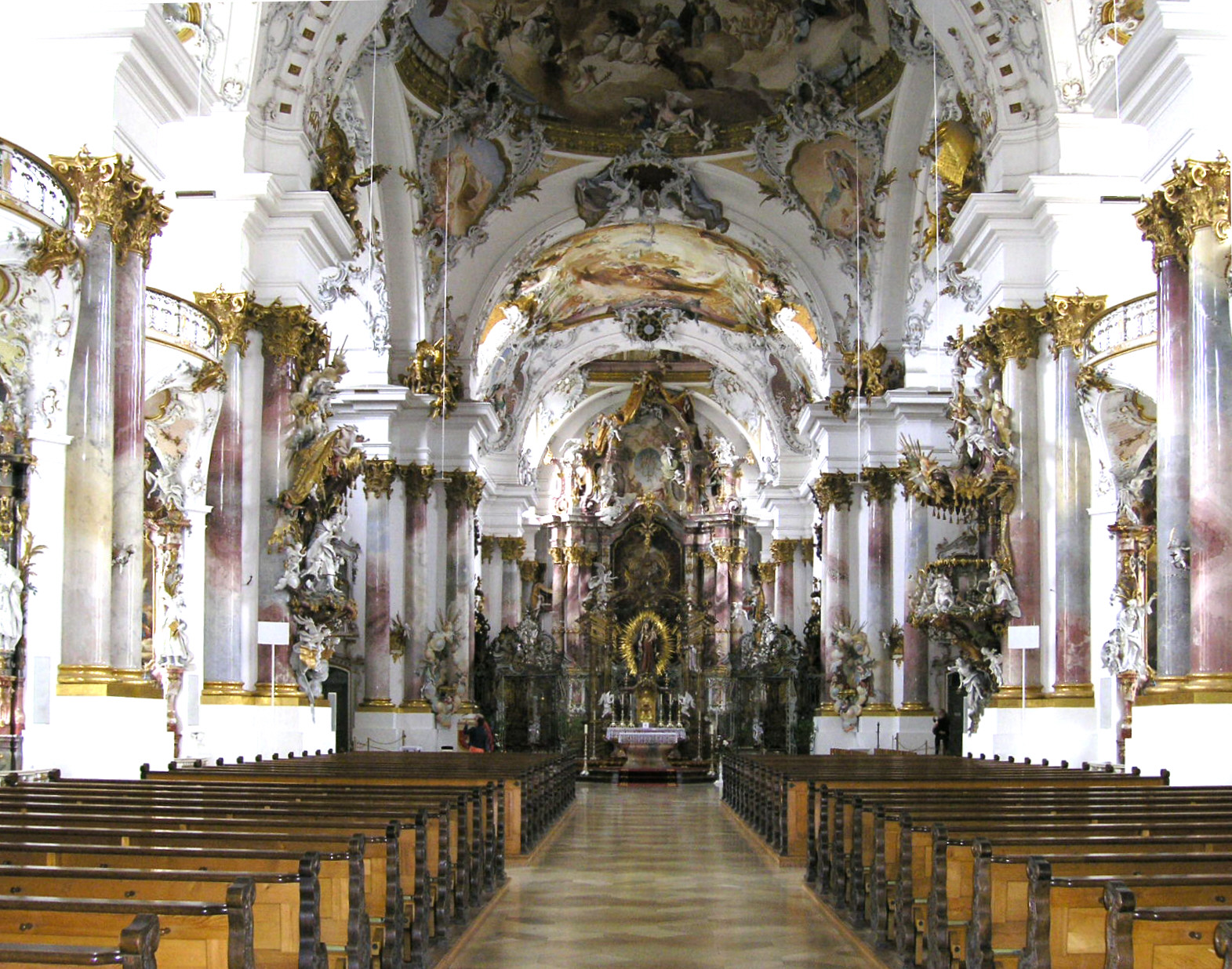
Zwiefalten

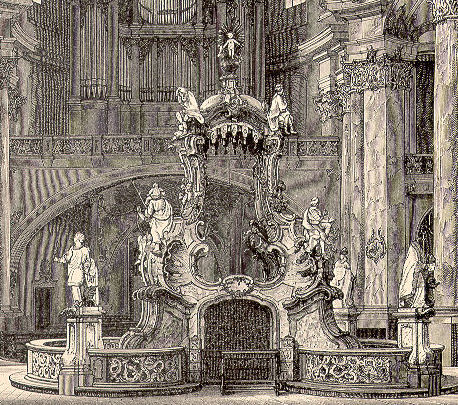
Gnadenaltar, Basilika Vierzehnheiligen, Bad Staffelstein

Johann Michael Feuchtmayer der Jüngere, auch „Feuchtmeyer“, „Feuchtmayr“, „Feichtmair“ oder „Feichtmayr“ (* 1709 in Haid, bei Wessobrunn; † 4. Juni 1772 in Augsburg), Sohn von Michael (* 1667) aus der Künstlerfamilie Feuchtmayer, war Bildhauer und Stuckateur der Wessobrunner Schule. Häufig zusammen mit seinem Bruder Franz Xaver Feuchtmayer dem Älteren, aber auch mit Johann Michael Fischer, Johann Joseph Christian und Franz Joseph Spiegler arbeitete er an einigen der bedeutendsten Kirchenbauten an der Oberschwäbischen Barockstraße.
Besonders hervorzuheben sind seine Arbeiten in der Basilika Ottobeuren.

## Werke (Auswahl)
- 1737–1766: Ottobeuren – Abteikirche (Stuck)
- 1739: Dießen am Ammersee – Marienmünster Dießen (Stuck)
- 1741–1747: Zwiefalten – Münster Unserer Lieben Frau (Stuck)
- 1743–1744: 1751 (nach teilweisem Einsturz der Decke im Jahr 1750): Fiecht – Abteikirche St. Josef zusammen mit F. X. d. Ä.
- ab 1743: Stuckierung der barocken Klosterkirche von Münsterschwarzach
- um 1745: Amorbach – Abteikirche (Hochaltar und Nebenaltäre)
- 1747–1750: Würzburg – Wallfahrtskirche Käppele (Mariä Heimsuchung) (Stuck)
- um 1750: Wilhering – Stiftskirche Mariä Himmelfahrt (Stuck)[1]
- um 1750: Seeon im Chiemgau – Kirche St. Nikolaus (Benedinerkloster St. Lambert; Stuck)
- 1751: Bad Säckingen – Fridolinsmünster (Stuck)
- 1751–1753: Anastasiakapelle in Kloster Benediktbeuern
- 1753–1755: Haigerloch – Kirche St. Anna (Stuck und Gestaltung des Nebenaltars)
- 1755: Bruchsal – Innenausstattung des Bruchsaler Schlosses (Stuck)[2]
- 1755: Stuckarbeiten in der Zehnthofkapelle in Nordheim am Main
- um 1760: Bad Staffelstein – Basilika Vierzehnheiligen (Stuckarbeiten am Gnadenaltar) zusammen mit F. X. d. Ä.
- vor 1763: Sigmaringen – Stadtpfarrkirche St. Johann Evangelist (Altäre)